# Roberto Barba
Roberto Barba Castillo (Jerez de la Frontera, 19 de mayo de 1999) es un futbolista español que juega como lateral o extremo izquierdo en la SD Huesca "B" de la Segunda División RFEF.

## Trayectoria
Nacido en Jerez, asciende al primer equipo del Atlético Sanluqueño tras 5 años formándose en el fútbol base del club. Había debutado ya en el año 2015 siendo juvenil y con sólo 16 años al jugar los últimos 10 minutos en un empate por 1-1 frente a la UD Roteña en la ya extinta Tercera División.
Tras un paso por el Arcos CF, firma por la SD Huesca en 2020 y es asignado al filial oscense de la cuarta categoría nacional, consiguiendo ascender a la recién creada Segunda RFEF. Roberto logra debutar con el primer equipo de la SD Huesca el 30 de noviembre de 2021, al partir como titular en una victoria por 2-0 frente al CD Cayón en Copa del Rey. Su debut profesional llega poco después, el 14 de diciembre del mismo año, partiendo como titular en una derrota por 0-1 frente al Girona FC también en Copa del Rey.

## Clubes
Actualizado al último partido disputado el 3 de abril de 2022.
| Club                | País   | Año       | Partidos | Goles |
| ------------------- | ------ | --------- | -------- | ----- |
| Atlético Sanluqueño | España | 2015-2019 | 7        | 0     |
| Arcos CF            | España | 2019-2020 | 19       | 1     |
| SD Huesca "B"       | España | 2020-act. | 42       | 1     |
| SD Huesca           | España | 2021-act. | 2        | 0     |